# Hruštín
Hruštín (in ungherese Hrustin) è un comune della Slovacchia facente parte del distretto di Námestovo, nella regione di Žilina.